# Golden State Valkyries
Die Golden State Valkyries sind eine Mannschaft der nordamerikanischen Damen-Basketball-Profiliga WNBA aus San Francisco, Kalifornien. Das Franchise soll zur Saison 2025 den Spielbetrieb in der WNBA aufnehmen. Das Team wird seine Heimspiele im Chase Center in San Francisco austragen, das Hauptquartier aber in Oakland haben.
Die Golden State Valkyries sind das Schwesterteam der Golden State Warriors aus der National Basketball Association.

## Geschichte
Anfang Oktober 2023 wurde von WNBA-Kommissarin Cathy Engelbert bekannt gegeben, dass der siebenmalige NBA-Champion Golden State Warriors den Zuschlag für ein WNBA-Expansionsteam erhalten hat. Das Team soll den Spielbetrieb in der Saison 2025 aufnehmen und ist damit das erste neue Franchise, das der Liga seit den Atlanta Dream im Jahr 2008 beitritt. Das Franchise steht, genau wie die Golden State Warriors, im Besitz von Joe Lacob und Peter Guber.
Der Teamname – Golden State Valkyries – und die Team-Logos wurden am 14. Mai 2024 enthüllt. Das Logo des Franchises zeigt die Bay Bridge, die die Verbindung zwischen San Francisco und Oakland als Wurzeln des Teams in der San Francisco Bay Area symbolisiert. Die V-Form des Logos soll für „die Einheit einer Gruppe fliegender Walküren (englisch: Valkyries) und für den Sieg (englisch: Victory)“ stehen, heißt es in der Mitteilung. Der Brückenturm im Logo dient als Schwert und die Brückenseile als Flügel – beides Merkmale, die mit Walküren in Verbindung gebracht werden. Die fünf Dreiecke, die von den Seilen auf beiden Seiten des Turms gebildet werden, stellen jeweils fünf Spielerinnen dar, die sich auf einem Basketballfeld gegenüberstehen. Und die dreizehn Linien, die aus der Spitze des Turms herausragen, stehen letztendlich für die Golden State Valkyries als dreizehntes Team der Liga.

## Spielstätte
Das Chase Center in San Francisco ist die Heimat der Golden State Warriors der National Basketball Association (NBA) und der Golden State Valkyries der Women’s National Basketball Association (WNBA). Es wurde am 6. September 2019 eröffnet und bietet knapp über 18.000 Sitzplätze.

## Trainer
Am 10. Oktober 2024 wurde Natalie Nakase von den Valkyries als erste Cheftrainerin eingestellt.

## Spielerinnen
Vor dem eigentlichen WNBA Draft 2025 fand am 6. Dezember 2024 ein Expansion Draft zur Bildung des ersten Kaders für die Golden State Valkyries statt. Im Rahmen dieses Golden State Expansion Drafts wurden dabei die folgenden elf Spielerinnen von den anderen Franchises – bis auf Seattle Storm – ausgewählt:
| Pick | Spielerin           | Nation                 | Pos. | WNBA-Team          |
| ---- | ------------------- | ---------------------- | ---- | ------------------ |
| 1    | Iliana Rupert       | Frankreich             | C    | Atlanta Dream      |
| 2    | Maria Conde         | Spanien                | F    | Chicago Sky        |
| 3    | Veronica Burton     | Vereinigte Staaten     | G    | Connecticut Sun    |
| 4    | Carla Leite         | Frankreich             | G    | Dallas Wings       |
| 5    | Temi Fagbenle       | Vereinigtes Konigreich | C    | Indiana Fever      |
| 6    | Kate Martin         | Vereinigte Staaten     | G    | Las Vegas Aces     |
| 7    | Stephanie Talbot    | Australien             | F    | Los Angeles Sparks |
| 8    | Cecilia Zandalisini | Italien                | F    | Minnesota Lynx     |
| 9    | Kayla Thornton      | Vereinigte Staaten     | F    | New York Liberty   |
| 10   | Monique Billings    | Vereinigte Staaten     | F    | Phoenix Mercury    |
| 11   | Julie Vanloo        | Belgien                | G    | Washington Mystics |